# Jan Jonsson (militär)
Jan "Pinnen" Jonsson, född 22 september 1952 i Bräcke församling, död 11 november 2021 i Linköping var en generallöjtnant i svenska Flygvapnet som bland annat var generalinspektör för Flygvapnet och insatschef i Högkvarterets insatsstab.

## Biografi
Jonsson började 1970 på Krigsflygskolan (F 5) i Ljungbyhed och blev fältflygare. 1975 blev han fänrik och gick Flygvapnets Krigsskola (F 20) i Uppsala 1976-1978. Jonsson har flugit Lansen och Viggen och varit chef för den taktiska utprovningen av JAS 39 Gripen och för Flygvapnets taktiska centrum i Linköping. Han flög även JAS 39 Gripen under åren 1989-1997.
Jonsson tillträdde 1 juli 1998 befattningen som Generalinspektör för Flygvapnet med generalmajors grad. Han var därefter chef för operativa enheten på Högkvarteret fram till 2004, då han efterträddes av Tony Stigsson. I sin roll som insatschef ingick Jan Jonsson i Försvarsmaktsledningen.